# Klimkówka (Gorlice)
Pour les articles homonymes, voir Klimkówka.
Klimkówka est une localité polonaise de la gmina de Ropa, située dans le powiat de Gorlice en voïvodie de Petite-Pologne.